# Palacio Walker
El palacio Walker es un palacio residencial de Chile ubicado en la calle Concha y Toro 52, 54, 54 A, 54 B, construido en 1923 en estilo Tudor y perteneciente al barrio Concha y Toro.

## Historia
En 1870 el magnate de la minería José Díaz Gana compró una quinta perteneciente a la orden de Mercedarios y encargó un palacio al arquitecto alemán Theodor Burchard (palacio Díaz-Gana /Concha-Cazotte). 
En 1876 debido a la gran depresión de 1873 (el desplome bursátil de Viena y Nueva York) la quinta, recién terminada (1875), fue vendida al ingeniero y empresario minero Enrique Concha y Toro con lo cual el palacio pasaó a llamarse Concha-Cazotte. En 1915, parte de esa quinta se dividió para la construcción de casas para sus hijos.
En 1922 falleció Enrique Concha y Toro y su viuda Teresa Cazotte decidió lotear la quinta para la construcción de un barrio europeo y para eso recurrió a Arturo Besa Rodríguez. En 1932 tras el fallecimiento de Teresa Cazotte sus hijos remataron el palacio (palacio Díaz-Gana /Concha-Cazotte), que fue demolido y en su lugar se construyeron casas de estilo Bauhaus.     
Arturo Besa encargó a Carlos Irarrázaval el diseño del palacio en 1923, este se realizó en estilo Tudor y fue terminado en 1928. En 1929 el abogado, profesor y político Horacio Walker Larraín, casado con Teresa Concha Cazotte (hija de Enrique Concha y Toro y de Teresa Cazotte Alcalde) adquirió la propiedad.
La familia Walker ocupó la residencia hasta 1952, año en que la vendieron a Renato Bubony Pozzy, quien la revendió 1954. En 1955 el palacio fue vendido nuevamente y es adquirido por Alluanlli Suse.
Durante 30 años el palacio fue arrendado por piezas. En 1985 el terremoto de ese año dejó graves daños en su estructura y fue clausurado. Sin embargo el edificio siguió siendo ocupado de forma clandestina incluso por un prostíbulo que se instaló en su tercer piso.
En 1991 el edificio fue desalojado nuevamente por un juicio interpuesto por su dueño; posteriormente el edificio fue habitado por okupas quienes propusieron la creación del centro cultural Ainilin, su compromiso les permitió realizar pequeñas restauraciones y obtener el palacio como comodato por 12 años.
El 2009 el palacio fue desalojado debido a discusiones internas del centro cultural Ainilin y a iniciarse un proceso de compra. El terremoto de 2010 frenó la venta del edificio hasta 2012, cuando fue comprado por la editorial LOM.

## Arquitectura
Es un palacio que está dividido en cinco pisos (zócalo, primer, segundo, tercer piso y terraza), cada piso tiene 280 m², los que sumados hacen 1408 m². Entre 1952 y 1955 se realizaron muchas modificaciones (Los salones fueron divididos con tabiquerías para aumentar el número de habitaciones, se añadió un baño en el segundo piso, se remplazó la escalera principal de mármol por madera, prolongándola hasta el tercer piso y retirando completamente un baño para crear la caja de escala, un baño fue convertido en habitación, y se creó una cocina extra, etc.)
En su exterior se constituye una excelente representación del estilo Tudor con almenas, ventanas octogonales, arcos y bóvedas, arcos Tudor (arcos de 4 centros), puertas y ventanas altas y estrechas, balcones, etc.

## Actualidad
En la actualidad el palacio Walker se mantiene con graves daños estructurales y en su interior poco queda de su original diseño, aun así el edificio espera una pronta restauración. LOM Ediciones quiere acondicionarlo como centro cultural para 2015. Será un espacio de 1500 m²2 en el que además de funcionar todos los servicios descritos, estarán las oficinas administrativas de la editorial. El proyecto, eso sí, es solo uno de los cuantos que se están fraguando en este barrio que fue declarado Zona Típica por el Consejo de Monumentos Nacionales en 1989.
La editorial LOM nació hace 23 años. Primero se instaló en la avenida Brasil, luego en Maturana y en 2000 llegó a la calle Concha y Toro.  “Siempre ha sido un sueño para nosotros tener un espacio de encuentro entre los escritores y el público. Apareció la opción de comprar el palacio para transformarlo en el centro del barrio”, explica la directora editorial de LOM, Silvia Aguilera. Para cambiarle la cara al inmueble, la arquitecta a cargo, Estelí Slachevsky, diseñó una estructura moderna de cinco pisos. Mientras en el zócalo habrá un auditorio, en el primer piso se instalará una librería. A su vez, el segundo nivel albergará salas de reuniones y el tercero, oficinas. En la terraza habrá un espacio gastronómico. “Queremos darle nuevos usos que eliminen el hermetismo de una construcción y que permitan darle continuidad a los paseos”, explica Slachevsky. Para eso que el edificio contará con un pasaje peatonal que lo cruzará justo al medio y que estará cubierto por ventanales. 